# Ђорђе I Тертер
Ђорђе I Тертер, Ђорђе I Тертерије, Георгије I Тертер или Георгије I Тертерије је био бугарски цар од 1280. до 1292. године.

## Порекло и долазак на престо
Ђорђе је био куманског порекла  и вођа бугарских бојара.
На престо је дошао 1280. године, збацивши са климавог престола цара Јована Асена III, после дугих борби и невоља.
Ђорђе I Тертер је био брат кранског деспота Елтимира (или Алдимира). Обојица су куманског порекла. Према историчару Пламену Павлову, њихови преци су после 1241. године, побегли у Бугарску, бежећи од немира у Угарској. Потичу из куманске владајуће династије Тертероба, а Кан Котјен је вероватно њихов блиски рођак или чак директни предак.

## Устоличење
Године 1276. у Бугарској је почео устанак који је предводио Ивајло, који је имао за циљ да протера Татаре из земље, који су пустошили и дивљали широм североисточне Бугарске. Након што су пљачкашке банде које је послао кан Ногај поражене, цар Константин I Асен Тих је Ивајла доживљавао као претњу. Царска војска је кренула, али су је устаници дочекали на непознатом месту и поразили. У бици је погинуо и сам цар, након чега су многи бојари, осећајући слабу власт болесног цара, прешли на Ивајлову страну.
Царица Марија Палеолог Кантакузин, која је фактички вршила власт само у Трнову, после неуспешног јуришања на Трново од стране Ивајлових трупа, удала се за Ивајла, који је постао законити цар. У то време Ђорђе Тертер се помиње као део пратње царице Марије.
После многих успеха против Византинаца, Ивајла су напали Татари у позадини. Док су Ивајлову пажњу одвлачиле Ногајеве трупе код Друстера, цар Михаило VIII Палеолог је успео да прикупи нове снаге и прегрупише своје трупе, на чије је чело ставио свог зета Јована Асена – сина бившег бугарског цара Мице, који је успео да заузме многе утврђене бугарске градове, укључујући и Трново, после чега је крунисан за цара. Овде се као „опозиција“ новопридошлог владара помиње истакнути бољар Георгије Тертер. Да би се супротставио његовом утицају и привукао га као савезника, цар Јован Асен III нуди Тертеру руку његове сестре Кире-Марије Асен. Одлучан да буде у сродству са новим бугарским царем, Тертер је пристао да своју закониту прву жену Марију и сина Теодора Светослава пошаље у Цариград као таоце.
У међувремену, Ивајло је успео да победи Татаре и побегне из њихове опсаде. Лакхана се са својим трупама упутио ка престоници Трнову, где је настао метеж. У том тренутку је цар Јован Асен III напустио престоницу, поневши са собом и царску ризницу. После Асеновог бекства, трновски бојари су започели процедуру за избор новог цара.
У међувремену, Ивајлов поход пропада јер га многи његови војници напуштају, приморавајући га да потражи помоћ од Ногаја, где је убијен по наређењу самог кана.
У Трнову су бољари за свог цара изабрали особеног вођу бугарских бољара - Георгија Тертера, који се крунисао за владара под именом Георгије I.

## Цар Бугарске
Међутим, након што је Тертер постао цар, многи феудалци су се, увидевши "рањивост" цара, одвојили од централне власти у Трнову. Међу њима су видински деспот Шишман I (отац будућег цара Михаила III Шишмана Асена), севастократор Калојан и бојари Дурман и Куделин. Други једноставно почињу да воде своју политику у провинцији, само формално признајући превласт Тарнова. Тарновски цар се постепено од јединог владара и аутократе Бугара претворио у више „првог међу једнакима“.
Цар Ђорђе I је донекле покушао да искористи ситуацију на Балкану. У то време је напуљски краљ Карло I Анжујски организовао крсташки рат против Византије са циљем да поново заузме Цариград и обнови Латинско царство. Цар Ђорђе I се придружио антивизантијској коалицији која се припремала и почео да прикупља трупе.
Цар Михаило VIII Палеолог је, међутим, закључио уговор о савезу између Златне Хорде и Византије удајом своје ванбрачне ћерке Ефросиније за татарског кана. Цар Михаило VIII Палеолог је био свестан да ће, ако неко од балканских владара пусти западне трупе на Балкан, Константинопољ бити заузет, а Византија поново уништена. Стога је 1282. године 40.000 татарских коњаника напало Бугарску и опустошило је. Тертеров покушај да заустави Татаре био је неуспешан и био је приморан да изађе из коалиције краља Карла I Анжујског. Међутим, ствари су ишле добро пошто је исте године умро цар Михаило VIII Палеолог.
Цар Ђорђе I Тертер је искористио промену власти у Цариграду и започео преговоре за склапање мира са Византијом. Осим тога, жели да раскине свој други брак и да у Трново врати своју прву жену Марију из византијског ропства. Успева у овом подухвату, кроз који се враћа из Византије и његов син Теодор Светослав. Татари су поново упали у бугарске земље 1285. године, а цар Ђорђе I Тертер је био принуђен да постане вазал кана Ногаја и пошаље престолонаследника Теодора Светослава као таоца у Златну Хорду. Поред тога, удао је своју ћерку, у науци познату као Елена, за Чака, сина кана Ногаја. Неко време су се ове акције заправо исплатиле, јер у наредних неколико година није било татарских упада на бугарску територију. Али ситуација са Златном Хордом се поново погоршала 1291-1292, што је опозиција у земљи искористила. Године 1292. дворска завера је приморала цара Георгија I Тертера да абдицира и побегне у Византију, где је потражио уточиште код цара Андроника II. Како примећује византијски историчар Георгије Пахимер, „Сам Тертер је побегао цару и боравио је негде око Адријанопоља, јер је цар одбио његов захтев за азил, да Ногај, тражећи за њега, не би изазвао његов гнев ако он сам прихвати него као молиоца“  . Тужна царева судбина описана је и у византијској песми „Птичји говор“ („Пулологос“):
"Побегао си, несрећниче, и ето, дошао си у Романију (Тракију),а Татари свуда траже да те ухвате и целу Романију потпуно су опустошили, да те ухвате, али си се сакрио и побегао им."
После бекства цара трновски престо је заузео Смилец.

## Сукоби са Византијом
Против Ђорђа су Грци радили на све стране , и онда је сасвим природно што се одмах придружио савезу Карла Анжујског против њих.

## Удаја кћерке за краља Србије
Године 1284. Ђорђе је удао своју кћерку Ану за српског краља Стефана Уроша II Милутина. 
Данас не знамо, да ли је овде била по среди нека страст или какав политички рачун , али вероватније је да је био политички рачун. Ђорђе Тертер није у овај мах био неки значајнији политички чинилац. Његова се политика састојала у то време у том, да тражи споразум на све стране ; можда је он гледао да придобије српског краља овом брачном везом.

## Пропадање земље
Кад је Ђорђе дошао на престо Бугарска је била јако ослабила услед грађанских ратова који су је раздирали.
Фактички се распала на неколико удеоних кнежевина. Постојање царске власти било је само повод за сталне борбе између бојара за царску титулу.

### Дрман и Куделин
У браничевској области беху се тада осилила два бугарска великаша, браћа Дрман и Куделин. У Ждрелу на Млави, у данашњој горњечкој клисури, беху се они утврдили, одметнули од сваке власти и узнемираваху и српско и угарско суседство. У њиховој војсци налажаху се као полупљачкаши а полунајамници људи разних народности, а понајвише Бугари, Татари и Кумани. Озлојеђени на њих Угари су почетком 1285. год. упутили против њих једну војску да их казни. Сремски краљ Стефан Драгутин, као непосредни сусед, покушао је сам да их казни, али им није могао учинити ништа , јер су се били одлично утврдили у иначе тешко проходном кланцу. Драгутин је, по свој прилици претрпео пораз, јер Дрман и Куделин пређоше одмах у напад против њега и заузеше му извесне крајеве. Драгутин позва свог брата, српског краља Милутина на договор у Мачковце на Морави и замоли га за помоћ. Милутин се одазвао. Уједињена српска војска ушла је  крајем 1280-их  у Браничево, потукла и протерала пљачкаше и њихове господаре, и завладала читавом облашћу. Браничево је предато Драгутину.{

### Шишман
После овог пораза Дрмана и Куделина решио се видински кнез Шишман I, који је можда имао неких веза с њима или полагао право на њихово подручје, да се обрачуна са Србима. Изненада, не зна се тачно које године , можда око 1290. године , продро је он све до Хвосна, а намеравао је, међу осталима, да опљачка Пећку архиепископију. Када је краљу Милутину стигао глас о том препаду, који је довео непријатеља тако дубоко у Србију, он је брзо скупио војску  и с југа напао  и разбио Шишмана, који је био приморан да се нагло повуче. Срби су се дали у потеру за њим и гонили су га све до Видина. Шишман се с муком, са лађама,  пребацио преко Дунава, док су Срби заузели Видин  и сву осталу Шишманову област. Са леве обале реке послао је побеђени кнез људе, да моле краља за преговоре. Мир је склопљен са условима: да Шишман призна врховну власт српског краља, а као јемство имала је бити Шишманова женидба са кћерком српског велможе жупана Драгоше, а о повратку Браничева Бугарској није било ни говора.

## Татарска пустошења и пад с власти
За то време Татари су пленили Бугарску неколико пута, па је цар Ђорђе 1285. године био приморан да призна њихову врховну власт.
Ђорђе им се 1292. године учинио недовољно поуздан па је татарски кан Ногај ушао у Трново, где је као свог кандидата поставио на царски престо војводу Смилца. Цару Ђорђу није остало ништа друго, него да побегне у Византију, а Смилец га је заменио на престолу.

## Брак и потомство
Цар Георгије I Тертер се женио два пута:
1. Маријa, која је, према историчару Пламену Павлову, била ћерка деспота Јакова Светослава. Имали су троје деце - син и две ћерке:
- Теодор Светослав († 1322), бугарски цар (1300 – 1322) ∞ 1). Ефросина, ћерка Манчуса и унука грчког трговца Пандолеона, имали су сина Георгија II Тертера; 2).Теодора Палеолог, нису имали деце;
- Ана Тертер († после 1304) ∞ 1). краљ Стефан Урош II Милутин, краља Србије, имали су најмање двоје деце – Стефана Дечанског и Ану Неду; ∞ 2). Димитрије Михаило Дука Комнин Кутрул, претпоставља се да су имали деце непознатог броја и пола;
- Елена, ∞ удата за Чака, сина кана Ногаја од Златне Хорде.

2. Кира-Марија, ћерка бугарског цара Мица Асена, нису имали деце. Брак је био краткотрајан и непризнат од Цркве и народа и после само 4 године цар Ђорђе I Тертер успео је да из византијског ропства врати своју прву жену и престолонаследника Теодора Светослава.